# Šime Gržan
Šime Gržan (ur. 6 kwietnia 1994 w Zadarze) – chorwacki piłkarz występujący na pozycji skrzydłowego w chorwackim klubie NK Osijek. Były młodzieżowy reprezentant Chorwacji.